# Góry Rachowskie
Góry Rachowskie (zwane Huculskimi Alpami) – pasmo górskie na Ukrainie, część Gór Rachowsko-Czywczyńskich.
Rozciągają się pomiędzy dolinami Białej Cisy na północy, a Ruśkiej Riki na południu. Stanowią pasmo ukraińskich Karpat, o wysokości do 1900 m n.p.m. Mają zróżnicowaną budowę geologiczną – występują tu gnejsy, łupki krystaliczne, wapienie, skały wulkaniczne. Są pocięte głębokimi dolinami rzecznymi (do 1500 m).
Najwyższe szczyty to: Pop Iwan Marmaroski (1940 m n.p.m.), Farcăul (Farkiw, 1961 m n.p.m.), Mihailecul (1920 m n.p.m.), Mencził (1386 m n.p.m.), Szojmuł (1229 m n.p.m.), Łysa (1178 m n.p.m.).